# Plantago catharinea
Plantago catharinea là một loài thực vật có hoa trong họ Mã đề. Loài này được Decne. mô tả khoa học đầu tiên.

## Hình ảnh

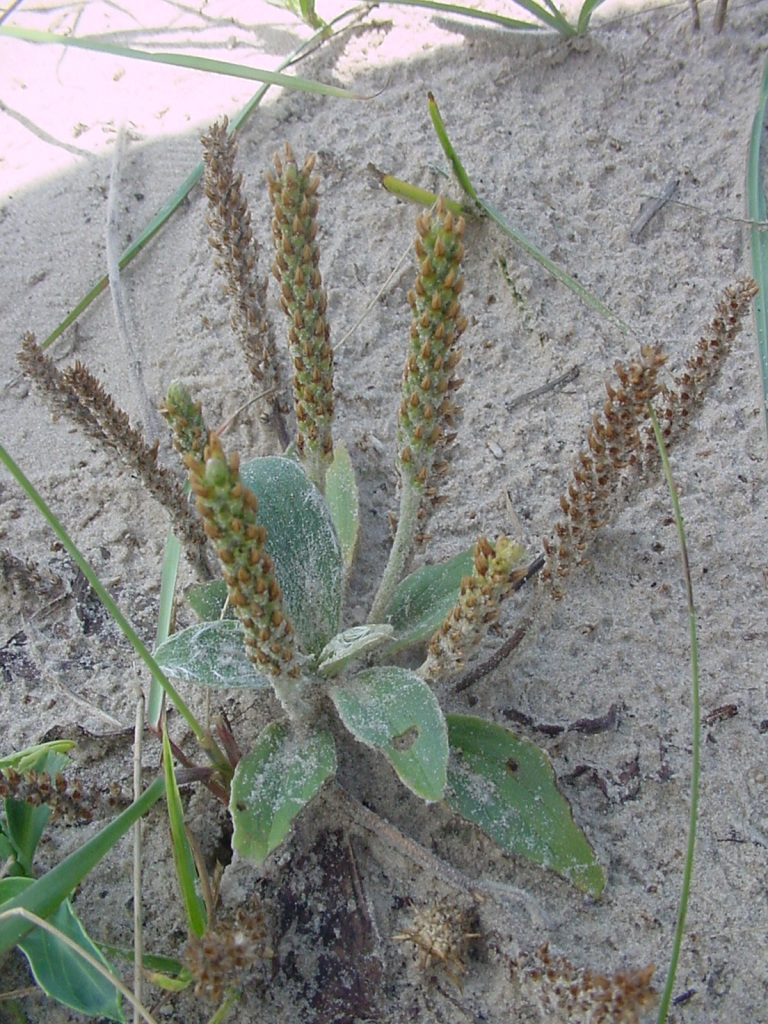